# Moderna umetnost
Moderna umetnost je široko sprejet izraz za avantgardno umetnost 20. stoletja. Zgodovinsko gledano se uvršča v modernizem - postmodernizem je negacija načel modernizma.  
Že impresionistični slikarji v 19. stoletju so se s svojim načinom slikanja in izbiro barv ter dodajanjem ornamentov uvrščali med moderne umetnike. 
Ekspresionizem je poskrbel za dokončen prodor moderne umetnosti. Slikarstvo se je uprlo perspektivam in realističnemu slikanju motivov ter se posvetilo subjektivnemu doživljanju. Pomembni avtorji so bili Vincent van Gogh, Paul Gauguin, Edvard Munch in slikarji, združeni v različne skupine. 
Slike so bile polne estetike grdega, patosa ter satirične družbene kritike. Leta 1916 se je uveljavil dadaizem kot prva protiumetniška smer avantgarde, v protest proti uveljavljeni umetnosti.
Abstraktno slikarstvo označuje prehod v moderni umetnosti. Iz tega vira se potem razvijejo različne smeri, na primer pop art, minimal art, ampak tudi fluxus, land art, situacionizem ali konceptualna umetnost.
Moderna umetnost je vedno znova naletela na upor uveljavljene, »stare« umetnosti. Posamezni navdušeni zbiratelji so bili potrebni, da je javnost postala pozorna na nove umetnike. 

## Muzeji
Pomembni muzeji sodobne umetnosti so:
- Moderna galerija, Ljubljana
- Galerija Božidar Jakac Kostanjevica na Krki
- Museum für moderne Kunst (MUMOK) - Stiftung Ludwig, Dunaj
- Museum für moderne Kunst, Frankfurt
- Muzej moderne umetnosti (MoMA), New York
- Guggenheimov muzej v Benetkah, Bilbau, Berlinu, Las Vegasu
- Tate modern, London